# Dur comme fer (album)
 (juin 2012).
Si vous disposez d'ouvrages ou d'articles de référence ou si vous connaissez des sites web de qualité traitant du thème abordé ici, merci de compléter l'article en donnant les références utiles à sa vérifiabilité et en les liant à la section « Notes et références ».
Albums de Lofofora
Peuh !
(1996) Double
(2001)
Sorti en mars 1999, Dur comme fer est le troisième album studio de Lofofora. Les douze titres de cet album[réf. souhaitée] ont été enregistrés en octobre 1998, au studio Hautregard Recording (Liège, Belgique), par André Gielen qui avait déjà officié sur leur album précédent, Peuh !
Le titre Les liquides de mon corps est une collaboration avec le groupe hollandais Transpunk. 
Le titre PMGBO (Partouze Musicale Gang Bang Oral) célèbre les dix ans du groupe en rassemblant des membres de La Calcine, de Kabal, de LTNO, de Mass Hysteria et d’Oneyed Jack.[réf. souhaitée]

## Titre
| 1.    | Au secours                                                   | 4:01 |
| 2.    | Charisman                                                    | 5:51 |
| 3.    | Incarné                                                      | 3:28 |
| 4.    | Les Gens                                                     | 3:05 |
| 5.    | Série B                                                      | 4:16 |
| 6.    | Dur comme fer                                                | 5:18 |
| 7.    | 1 million                                                    | 4:40 |
| 8.    | Rêve et crève en démocratie                                  | 3:04 |
| 9.    | 5 milliards                                                  | 3:03 |
| 10.   | Les liquides de mon corps                                    | 4:29 |
| 11.   | Weedo                                                        | 3:07 |
| 12.   | P.M.G.B.O (Partouze Musicale Gang Bang Oral)[réf. souhaitée] | 6:17 |
| 50:43 |                                                              |      |